# Правило Ерленмейєра

Правило Ерленмейєра

Правило Ерленмейєра (англ. Erlenmeyer's rule) — гемі-Дигідроксивуглецеві сполуки нестабільні, легко перетворюються у карбонільні похідні з відщепленням молекули води:
Cl3CCH(OH)2 → Cl3CCHO + H2O.
Нестабільними є i інші гемі-ди-ХН-вуглецеві заміщені (де Х — гетероатом), які переходять з відщепленням ХН2 у відповідні двозв'язані похідні >C=X.